# 薩伏依的約蘭達公主
薩伏依的約蘭達（義大利語：Iolanda Margherita Milena Elisabetta Romana Maria di Savoia，1901年6月1日—1986年10月16日），義大利國王维托里奥·埃马努埃莱三世的長女。

## 家庭
1923年，約蘭達與喬吉歐·卡洛·加爾維結婚，兩人共有1子3女：
- 瑪麗亞·盧多維卡·加爾維（1924年—2017年）
- 維多利亞·加爾維（1927年—1986年）
- 古嘉-安娜·加爾維（1930年—）
- 皮耶·法蘭西斯科·加爾維（1933年—2012年）